# Ryton Woodside
Ryton Woodside är en by i unparished area Ryton, i distriktet Gateshead, i grevskapet Tyne and Wear i England. Byn är belägen 11 km från Newcastle upon Tyne. Ryton Woodside var en civil parish 1866–1914 när blev den en del av Ryton. Civil parish hade 3 043 invånare år 1911.